# Celera Genomics
Celera Genomics es el nombre de una empresa estadounidense 
fundada en mayo de 1998 por Applera Corporation y J. Craig Venter, con el objetivo primario de secuenciar y ensamblar el genoma humano en el plazo de tres años.
Para ello utilizaron el método Shotgun, basado en la rotura del ADN en múltiples trozos, su clonación, y búsqueda de solapamientos con aplicaciones bioinformáticas.
En el año 2001 presentaron en la revista Science su primer esbozo, de 5 genomas de diferentes etnias, entre ellos, se encontraba el de su director, Craig Venter

## Desarrollo de moléculas y fármacos
Celera Genomics ha desarrollado moléculas y fármacos diversos como el Ibrutinib.